# Pardosa palustris
Pardosa palustris là một loài nhện trong họ Lycosidae.